# پروانه ساختمان

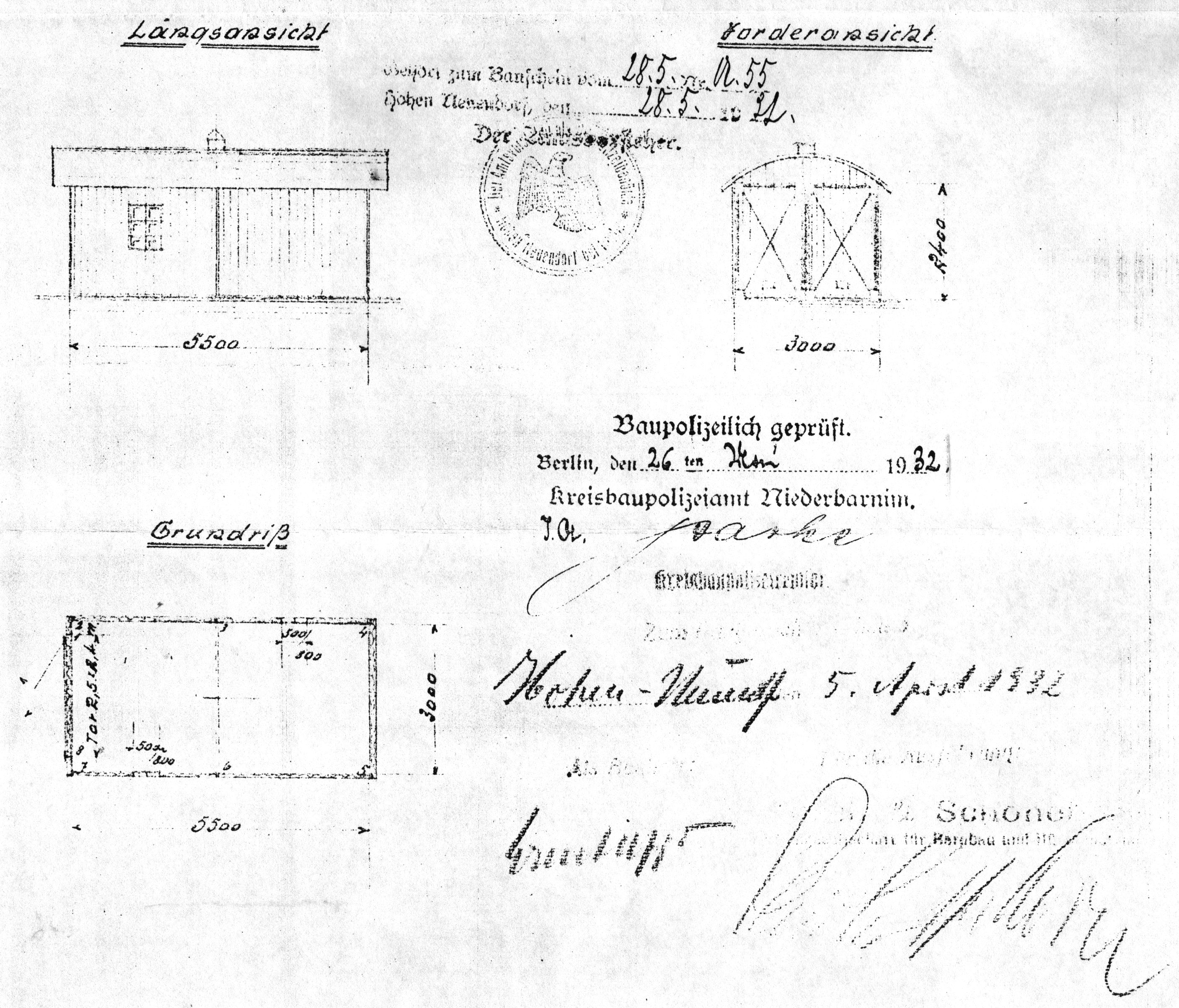
پروانه ساختمان

پروانه ساختمان یا شناسنامه فنی ساختمان دفترچه‌ای است که شهرداری‌ها (یا سایر مراجع صدور پروانه مانند همیاری شهرداری) صادر نموده و در اختیار مالک قرار می‌دهند. برای احداث هرگونه ساختمان، باید مجوز لازم از مرجع ذیصلاح دریافت گردد.
شناسنامه فنی ساختمان شامل اطلاعاتی از قبیل:
- مساحت زیر بنا
- تعداد طبقات
- نوع اسکلت ساختمان
- مشخصات متقاضی صدور پروانه
- شماره پلاک ثبتی ملک
- نام مهندسین ناظر
- تاریخ صدور پروانه
- کروکی زمین می‌باشد.

همچنین مهلت شروع عملیات و اعتبار پروانه در صفحه اول نوشته می‌شود که در صورت لزوم قابل تمدید است. در صورت تخلف از مفاد پروانه، ناظر موظف به گزارش تخلف به مرجع صدور پروانه بوده تا مرجع صدور پروانه از ادامه عملیات جلوگیری کند.
رعایت مقررات ملی ساختمان در ساختمان‌ها الزامی است. اخذ سند مالکیت جهت هر واحد مسکونی منوط به ارائه پایان کار توسط ناظر و صدور پایان کار توسط مرجع صدور پروانه می‌باشد.